# Trentepohlia (Mongoma) amphinipha
Trentepohlia (Mongoma) amphinipha is een tweevleugelige uit de familie steltmuggen (Limoniidae). De soort komt voor in het Oriëntaals gebied.